# Cerro Grande, Pedro Ascencio Alquisiras
Cerro Grande är en ort i Mexiko.   Den ligger i kommunen Pedro Ascencio Alquisiras och delstaten Guerrero, i den södra delen av landet, 130 km sydväst om huvudstaden Mexico City. Cerro Grande ligger 1 607 meter över havet och antalet invånare är 151.
Terrängen runt Cerro Grande är kuperad. Runt Cerro Grande är det ganska glesbefolkat, med 35 invånare per kvadratkilometer. Närmaste större samhälle är Teloloapan, 14,9 km söder om Cerro Grande. I omgivningarna runt Cerro Grande växer huvudsakligen savannskog.